# Koen Raymaekers
Koen Raymaekers (Cothen, 31 januari 1980) is een Nederlandse langeafstandsloper. Hij werd driemaal Nederlands kampioen op de halve marathon. In 2009 voegde hij daar een titel op de marathon en in 2010 op de 10 km aan toe, terwijl hij dat jaar tevens zijn marathontitel prolongeerde.

## Biografie

### 1995-2002: Jeugd
Raymaekers is in 1995 tijdens de handbal-zomerstop begonnen met hardlopen om zijn conditie op peil te houden. Hij liep zijn eerste wedstrijd in Werkhoven (5 km) en won deze gelijk.
In juni 1996 werd hij tweede op het NK junioren 3000 m. Zijn eerste 3000 m op de baan liep hij in 8.58. In 1999 liep hij een Nederlands jeugdrecord op de 5000 m en de 10.000 m. In 2001 won hij een zilveren medaille op het Europees kampioenschap voor atleten onder 23 jaar op het onderdeel 10.000 m. Met een geweldige eindsprint, waarbij hij de Italiaan Mattia Maccagnan het nakijken gaf, finishte hij in een tijd van 29.15,24. De wedstrijd werd gewonnen door de Oekraïner Dmytro Baranovsky, die finishte in 29.13,36. Onder leiding van Joop van Amerongen besloot hij zijn eindsprint te verbeteren, nadat hij een jaar eerder op de Europese kampioenschappen voor junioren net naast de medailles greep en vlak voor de finish voorbijgelopen werd.

### 2003-2004: NK halve marathon en huis in Kenia
Koen Raymaekers werd in 2003 voor de eerste maal Nederlands kampioen op de halve marathon. Zijn winnende tijd was 1:03.22. In 2004 werd hij op het NK halve marathon tweede en won hij de halve marathon van Leiden in een persoonlijk record van 1:03.04. Dat jaar liet hij ook van zijn spaargeld een huis bouwen in het dorp Iten in de Keniaanse provincie Bonde la Ufa. Daar traint hij op regelmatige basis en woont hij met zijn vriendin Florence. "In Kenia voel ik me het meest thuis. Vanwege mijn vriendin, ons eigen huis en ook door het leven zelf. Er is daar geen stress, er heerst een aangename rust. Het is er perfect. In Nederland kan ik me als atleet geen huis permitteren. In Kenia leven wij als rijke mensen. Het is zeker een optie om me daar later voor het leven te vestigen. De enige vraag daarbij is waar we de kinderen, als we die mochten krijgen, hun opleiding moeten laten volgen."
Dankzij zijn trainingsarbeid in Kenia was hij succesvol op verschillende Nederlandse wegwedstrijden. Zo was hij tweemaal (2005, 2006) de snelste Nederlander op de Tilburg Ten Miles, alsmede in 2005 met zijn zesde plaats op de Zevenheuvelenloop in 44.42. In 2006 prolongeerde hij zijn Nederlandse titel bij de City-Pier-City Loop dat ook dienstdeed als NK halve marathon. Hij versloeg ondanks zijn pijnlijke kuit zijn trainingsmaatje Luc Krotwaar, en Michel Butter in 1:04.13. De wedstrijd werd gewonnen door de Keniaan Moses Kipkosgei Kigen in 1:01.17.

### 2006: Marathondebuut
In 2006 maakte Raymaekers zijn debuut op marathon. Hij was van plan om op het snelle parcours van Rotterdam een droomdebuut te maken, waarbij hij met een tijd van 2:12 in één klap tot de vijftien snelste Nederlandse marathonlopers zou behoren. Toch zwichtte hij voor de organisatoren van de marathon van Utrecht en ging van start met twee Keniaanse hazen. Halverwege kwam hij door in de kopgroep in een goede 1:07. Daarna ging snel het licht uit. Hij kreeg last van zijn maag en kon hierdoor niet meer zijn sportdrank tot zich nemen. Het tempo van 3.10 per kilometer vertraagde in bijna 4 minuten per kilometer. Hij finishte uiteindelijk op een derde plaats in 2:23.37. "Als slechtste tijd dacht ik aan 2.19 of 2.20. Niet aan 2.23.38. De kans is natuurlijk klein dat je eerste marathon alleen een positieve ervaring wordt, maar dat het zo negatief zou uitpakken had ik niet verwacht." Later dat jaar verbeterde hij zijn persoonlijke record naar 2:15.50 en was hij de snelste Nederlander op de Amsterdam Marathon.

### 2007: Teleurstelling ondanks PR
In 2007 won hij voor de derde maal het NK halve marathon. Met een persoonlijk record van 1:02.30 finishte hij als twaalfde bij de City-Pier-City Loop. Luc Krotwaar finishte slechts vier seconden achter hem. De wedstrijd werd gewonnen door de Keniaan Samuel Wanjiru in een wereldrecord van 58.34.
Over zijn twee marathons dat jaar was hij teleurgesteld. In het snikhete Rotterdam kwam hij niet verder dan 2:19.44. In Amsterdam wilde hij onder de 2:12 lopen, maar moest genoegen nemen met een PR van 2.13.00 in een wedstrijd die onder ideale omstandigheden werd gelopen. Raymaekers hoopte vooraf met Luc Krotwaar na het dertig kilometerpunt de wedstrijd samen uit te kunnen lopen, maar deze stapte uit op het 25 kilometerpunt. "Ik baal. Mooier kan je het niet krijgen? Zo leek het misschien bij de start, om half elf. Halverwege stak er wind op, het viel tegen. Natuurlijk ben ik blij met dit persoonlijk record. Volgens schema zou ik alle kilometers in 3.08 minuten moeten lopen. Dan kom je uit op 2.12.12. Maar ja, als je per kilometer een paar seconden laat liggen..."
Koen Raymaekers is aangesloten bij atletiekvereniging Hellas Utrecht en werd tot eind 2008 getraind door Joop van Amerongen. Sindsdien tracht Gerard van Lent, ook coach van Hugo van den Broek en Hilda Kibet, de loopbaan van Raymaekers van nieuwe impulsen te voorzien. Raymaekers maakte in het verleden deel uit van de Jong Oranje selectie van de Atletiekunie, maar behoort nog steeds tot het Top Team van het Utrechts Running Team. Zijn ambitie is om zijn studie commerciële economie aan de Johan Cruyff University af te ronden.
Op 10 april 2016 probeerde hij bij de marathon van Rotterdam de olympische limiet voor Rio te lopen. Halverwege lag hij nog keurig op een schema van 2:11.00, maar hierna ging zijn chronische kuitblessure opspelen en moest hij na ruim 30 km de wedstrijd staken.

## Nederlandse kampioenschappen
| Onderdeel      | Jaar             |
| -------------- | ---------------- |
| 10 km          | 2010             |
| halve marathon | 2003, 2006, 2007 |
| marathon       | 2009, 2010       |

## Persoonlijke records

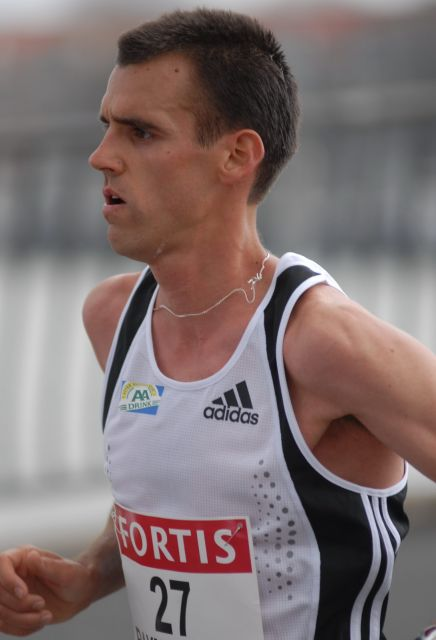
Koen Raymaekers tijdens de Rotterdam Marathon 2008

Baan
| Onderdeel | Prestatie | Datum            | Plaats     |
| --------- | --------- | ---------------- | ---------- |
| 1500 m    | 3.51,58   | 12 mei 2002      | Amsterdam  |
| 2000 m    | 5.16,23   | 4 juli 1998      | Uden       |
| 3000 m    | 7.58,66   | 5 juli 2003      | Uden       |
| 5000 m    | 13.40,25  | 28 augustus 2003 | Hechtel    |
| 10.000 m  | 28.59,26  | 14 april 2001    | Veenendaal |

Weg
| Onderdeel      | Prestatie | Datum             | Plaats    |
| -------------- | --------- | ----------------- | --------- |
| 10 km          | 28.43     | 13 maart 2011     | Den Haag  |
| 15 km          | 43.32     | 13 maart 2011     | Den Haag  |
| 10 Eng. mijl   | 48.21     | 19 september 2004 | Zaandam   |
| 20 km          | 58.47     | 13 maart 2011     | Den Haag  |
| halve marathon | 1:02.09   | 13 maart 2011     | Den Haag  |
| marathon       | 2:10.35   | 15 april 2012     | Rotterdam |

## Belangrijkste prestaties

### 10.000 m
- 1999: 4e NK - 29.38,83 (nationaal juniorenrecord)

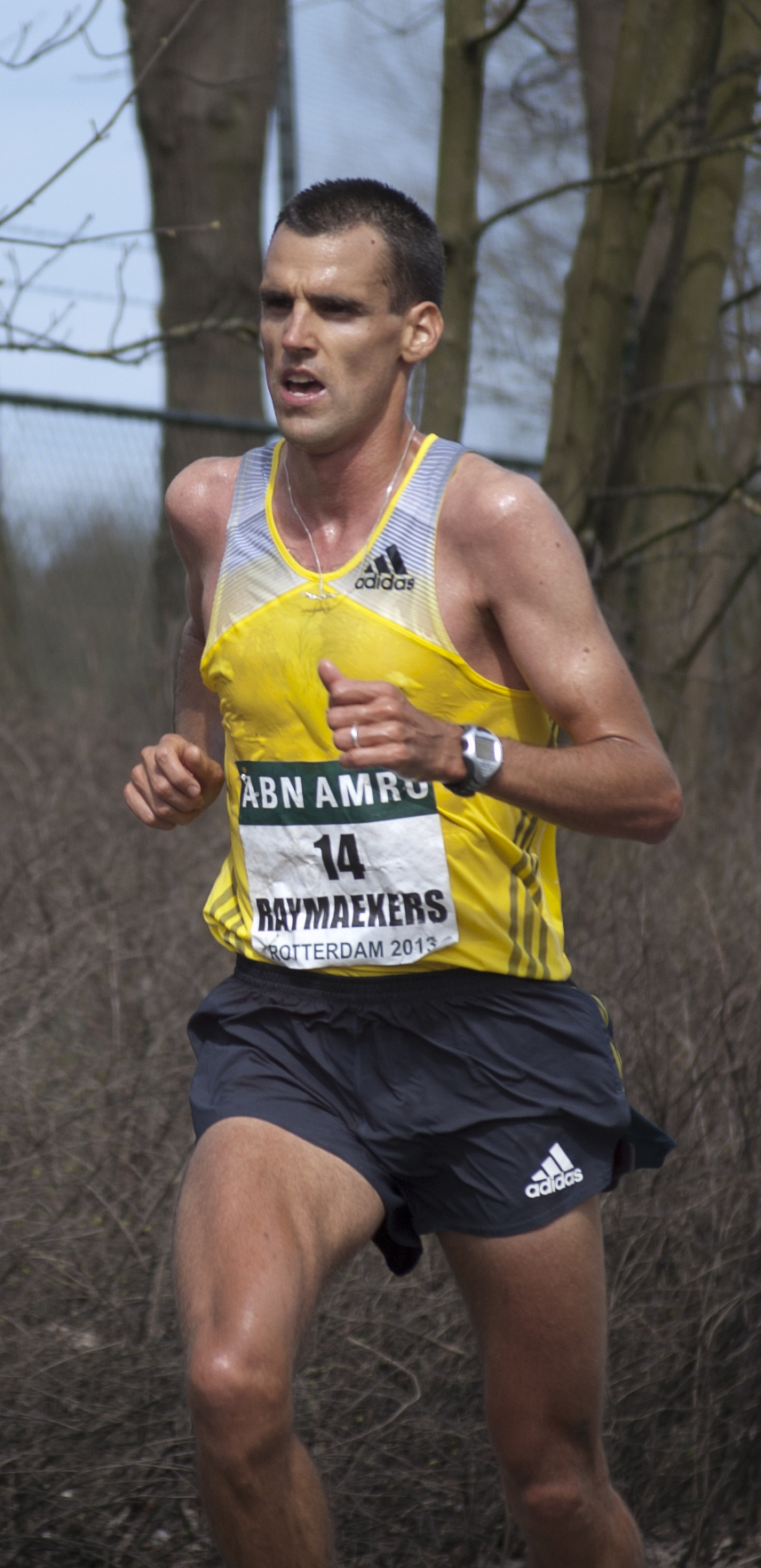
Raymaekers tijdens de marathon van Rotterdam in 2013.

- 2000:  NK - 29.30,98
- 2001:  EK U23 - 29.15,24
- 2003:  NK te Epe - 29.28,03

### 10 km
- 2004: 7e Parelloop - 29.05
- 2004: 7e Sevenaerrun - 29.18
- 2005: 4e Nike Hilversum City Run - 29.05
- 2005: 5e Zwitserloot Dakrun - 29.23
- 2005: 6e Fortis Loopfestijn Voorthuizen - 29.45
- 2005: 10e Sevenaerrun - 30.37
- 2005: 13e Parelloop - 30.11
- 2006: 5e Groet uit Schoorl Run - 29.18
- 2006: 12e Zwitserloot Dakrun - 30.24
- 2006: 9e Fortis Loopfestijn Voorthuizen - 30.21
- 2007: 10e Parelloop - 29.29
- 2007: 13e Zwitserloot Dakrun - 30.20
- 2007: 8e Fortis Loopfestijn Voorthuizen - 29.53
- 2008:  Hemmeromloop - 30.51
- 2008: 30e Groet uit Schoorl Run - 31.38
- 2008: 8e Fortis Loopfestijn Voorthuizen - 29.40
- 2009: 5e Groet uit Schoorl Run - 29.42
- 2009: 8e The Hague Royal Ten - 29.54
- 2009:  NK in Tilburg - 29.01
- 2010:  Groet uit Schoorl Run - 28.51
- 2010:  NK in Tilburg - 29.15
- 2010: 10e Zwitserloot Dakrun - 30.29
- 2011:  St. Bavoloop - 29.57
- 2012: 15e City-Pier-City Loop - 29.27
- 2014: 8e NK 10 km in Schoorl - 29.44
- 2014: 15e Singelloop Utrecht - 31.11
- 2015: 8e NK te Schoorl - 29.51
- 2015: 14e Stadsloop Appingedam - 31.07
- 2016: 7e NK in Schoorl - 30.32
- 2016: 9e Stadsloop Appingedam - 30.41
- 2016: 12e Singelloop Utrecht - 29.53
- 2017: 10e NK in Schoorl - 30.13

### 15 km
- 2001: 11e Montferland Run - 46.03
- 2001: 18e Zevenheuvelenloop - 46.09
- 2002: 7e Zevenheuvelenloop - 45.25
- 2003:  Montferland Run - 44.31
- 2003: 8e Zevenheuvelenloop - 44.40
- 2004: 8e Montferland Run - 44.51
- 2005: 6e Zevenheuvelenloop - 44.42
- 2006: 12e Montferland Run - 46.49
- 2007: 12e Montferland Run - 46.18
- 2008: 15e Montferland Run - 47.12
- 2008: 16e Zevenheuvelenloop - 46.25,8
- 2010: 12e Zevenheuvelenloop - 44.52
- 2011: 6e Zevenheuvelenloop - 44.33
- 2011: 9e Montferland Run - 45.38
- 2014: 24e Zevenheuvelenloop - 46.45,5
- 2015: 14e Zevenheuvelenloop - 46.12
- 2016: 14e Montferland Run - 47.30

### 10 Eng. mijl
- 2002: 17e Tilburg Ten Miles - 51.22
- 2003: 9e Tilburg Ten Miles - 48.49
- 2004: 10e Dam tot Damloop - 48.21
- 2004: Tilburg Ten Miles - 48.45
- 2005: Tilburg Ten Miles - 49.28
- 2010: 10e Dam tot Damloop - 47.51
- 2011: 14e Dam tot Damloop - 48.32
- 2012: 23e Tilburg Ten miles - 50.06
- 2016: 19e Tilburg Ten Miles - 49.40
- 2017: 25e Tilburg Ten Miles - 52.17
- 2018: 17e Tilburg Ten Miles - 50.51

### 20 km
- 2003: 13e 20 van Alphen - 1:01.13
- 2009: 14e 20 van Alphen - 1:03.35

### halve marathon
- 2000:  Berenloop - 1:07.13
- 2001:  Berenloop - 1:09.39
- 2002: 22e City-Pier-City Loop - 1:04.46
- 2002:  Groet uit Schoorl Run - 1:04.35
- 2002:  Berenloop - 1:07.42
- 2003: 6e halve marathon van Egmond - 1:06.19
- 2003:  NK in Den Haag - 1:03.22 (15e overall)
- 2003:  Berenloop - 1:06.20
- 2004: 4e halve marathon van Egmond - 1:09.14
- 2004:  NK in Den Haag - 1:03.19 (6e overall)
- 2004:  halve marathon van Utrecht - 1:03.06
- 2004: 5e Bredase Singelloop - 1:03.26
- 2005: 9e halve marathon van Egmond - 1:05.53
- 2005: 4e NK in Den Haag - 1:04.28 (23e overall)
- 2005: 19e halve marathon van Rotterdam - 1:07.56
- 2006:  NK in Den Haag - 1:04.13 (12e overall)
- 2006:  halve marathon van Dalfsen - 1:07.22
- 2006: 14e halve marathon van Egmond - 1:06.55
- 2007:  NK in Den Haag - 1:02.30 (12e overall)
- 2007: 7e halve marathon van Dalfsen - 1:06.21
- 2007: 17e halve marathon van Rotterdam - 1:04.21
- 2008:  NK in Den Haag - 1:03.19 (11e overall)
- 2009: 9e halve marathon van Egmond - 1:07.57
- 2010: 14e City-Pier-City Loop - 1:02.48
- 2010:  NK in Breda - 1:05.12 (6e overall)
- 2011: 8e halve marathon van Egmond - 1:04.25
- 2011: 12e City-Pier-City Loop - 1:02.09
- 2012: 17e City-Pier-City Loop - 1:03.56
- 2013: 27e halve marathon van Egmond - 1:06.21
- 2013: 17e City-Pier-City Loop - 1:04.01
- 2014:  NK in Den Haag - 1:03.48 (12e overall)
- 2014: 22e halve marathon van Egmond - 1:07.03
- 2015: 15e City-Pier-City Loop - 1:04.17
- 2015: 17e Venloop - 1:04.21 (1e M35)
- 2016: 11e halve marathon van Zwolle - 1:05.48
- 2017: 13e City-Pier-City Loop - 1:05.16
- 2017:  halve marathon van Utrecht - 1:07.32
- 2017: 18e halve marathon van Zwolle - 1:13.54
- 2017: 17e Venloop - 1:05.20 (1e M35)
- 2018:  halve marathon van Utrecht - 1:09.38

### marathon
- 2006: 5e marathon van Utrecht - 2:23.37
- 2006: 15e marathon van Amsterdam - 2:15.50
- 2007:  NK in Rotterdam - 2:19.44 (14e overall)
- 2007: 14e marathon van Amsterdam - 2.13.02
- 2008: 14e marathon van Rotterdam - 2:15.07
- 2009: 15e marathon van Rotterdam - 2:18.59
- 2009:  NK in Amsterdam - 2:12.59 (13e overall)
- 2010:  NK in Rotterdam - 2:11.09 (9e overall)
- 2010: 17e EK in Barcelona - 2:23.24
- 2011: 8e marathon van Rotterdam - 2:13.41
- 2012: 6e marathon van Rotterdam - 2:10.35
- 2012:  NK in Eindhoven - 2:19.17 (21e overall)
- 2013: 8e marathon van Rotterdam - 2:12.09
- 2014: 11e marathon van Rotterdam - 2:15.19
- 2014: 31e EK in Zürich - 2:20.49
- 2015: 15e marathon van Londen - 2:14.25
- 2015: 17e marathon van Amsterdam - 2:16.15
- 2016: 20e marathon van Amsterdam - 2:15.49

### overige afstanden
- 2004: 8e 4 Mijl van Groningen - 18.57
- 2006: 7e 4 Mijl van Groningen - 18.44
- 2016: 5e Acht van Apeldoorn - 23.29

### veldlopen
- 1997: 17e EK veldlopen
- 1998: 60e WK veldlopen
- 1998: 17e WK veldlopen (junioren)
- 1999: 4e EK veldlopen (junioren)
- 1999:  Warandeloop - 24.40
- 2000: 15e NK veldlopen (lange afstand) - 40.57
- 2000: 27e Warandeloop - 32.06
- 2001: 6e NK veldlopen (korte afstand) - 16.02
- 2001: 33e Warandeloop - 32.26
- 2002: 14e NK veldlopen (lange afstand) - 42.00
- 2002: 8e Warandeloop - 31.01
- 2002: 56e EK veldlopen - 30.52
- 2003: 5e NK veldlopen (lange afstand) - 37.39
- 2003: 20e Warandeloop - 31.32
- 2004:  NK veldlopen (lange afstand) - 37.13
- 2004: 13e Warandeloop - 31.26
- 2004: 6e Sylvestercross - 34.26
- 2005: 4e NK veldlopen (lange afstand) - 37.11
- 2005: 10e Warandeloop - 30.31
- 2005: 13e Sylvestercross - 34.50
- 2006: 5e Sprintcross - 31.47
- 2007: 8e Sprintcross - 29.16
- 2008: 16e Sylvestercross - 35.32